# Reigomys
Reigomys primigenus là một loài gặm nhấm trong họ chuột gao Oryzomyini đã tuyệt chủng, chúng được biết đến từ lớp trầm tích còn lại từ thế Pleistocene tại khu vực Tarija, phía đông nam Bolivia. 

## Đặc điểm
Nó được biết đến từ một số hàm răng và răng hàm riêng biệt cho thấy các răng hàm của nó hầu như giống hệt với hàm của các loài Lundomys đang sống. Mặt khác, động vật có một số đặc điểm bắt nguồn của vòm miệng có mối quan hệ gần gũi hơn với Holochilus là một chi của những con chuột đầm ở Nam Mỹ và vì thế nó được đặt trong chi Holochilus khi nó lần đầu tiên được mô tả trong 1996. Những khám phá tiếp theo của Noronhomys và Carletonomys có liên quan mật thiết hơn với Holochilus còn sót lại hơn H. primigenus được xếp vào Holochilus nhưng còn nghi ngờ, và cuối cùng nó đã trở thành loài thuộc chi riêng của Reigomys.
Reigomys primigenus là một con chuột lớn, mặc dù nhỏ hơn so với cả Lundomys và Holochilus. Phần còn lại của Reigomys primigenus được khai khám từ nhiều địa phương với các trầm tích sông ở Tarija, đã được ghi lại từ khoảng 0,7 đến 1,0 triệu năm trước. Các loài gặm nhấm khác được tìm thấy ở đây bao gồm Andinomys, Calomys, Kunsia, Nectomys, Oxymycterus, Phyllotis và một số loài Akodontini khác, có lẽ là Akodon, Necromys hoặc một chi. Reigomys primigenus không được biết đến từ các địa phương khác và được coi là tuyệt chủng.